# فيتوريو أريغوني
فيتوريو أريغوني أو فيكتور أريغوني (بالإيطالية: Vittorio Arrigoni) (4 فبراير 1975 - 20 أبريل 2011) مراسل صحفي وكاتب وناشط. عمل مع حركة التضامن العالمية الداعمة للفلسطينيين في قطاع غزة ابتداء من عام 2008 وحتى وفاته. كان أريغوني يمتلك مدونة باسم (Guerrilla Radio إذاعة حرب العصابات). وقد قام بنشر كتاب تكلم فيه عن تجربته في غزة أثناء أحداث حرب غزة بين حماس وإسرائيل. تم اغتياله على أيدي مجهولين في غزة. وتلقت جريمة اغتياله إدانة واسعة على مستوى العالم، كما أدان هذه الجريمة عدد كبير من الفصائل الفلسطينية.

## حياته وبداية نشاطه
ولد أريغوني في مدينة بيسانا بريانزا بالقرب من ميلان في إيطاليا. بمجرد تجاوز أريغوني اختبار البالغين في إيطاليا الذي يسمح له بالسفر خارج بلده، غادر بلدته وبدأ بالترحال حول العالم. وفي عام 2002 زار مدينة القدس وعلقت أمه على زيارته بقولها: «هناك كانت اللحظة التي فهم فيها أن عمله سيكون مكثفا هناك». أمه إيجيديا بيريتا هي محافظة بلدية بلسياجو في إيطاليا.
كان أريغوني يقول أن المكافحة من أجل الحرية تسري في دمائه فجده أيضًا حارب ضد النظام الفاشي السابق في إيطاليا. يمتلك فيتوري أريغوني وشمًا يتضمن كلمة (المقاومة) باللغة العربية في ذراعه الأيمن.

## العمل في حركة التضامن العالمية وفي الصحافة في غزة
يُعتبر أريغوني واحدًا من الذين أعادوا إحياء حركة التضامن العالمية (ISM) (وهي مجموعة تقوم بتأييد الفلسطينيين وتعمل في الأراضي الفلسطينية). في أغسطس عام 2008، شارك أريغوني في الحملة التي تهدف إلى كسر حصار قطاع غزة، وبعد تولي حماس السلطة في قطاع غزة في يونيو 2007 كان أريغوني يستقل أول سفينة وصلت لميناء غزة. ووصف أريغوني لحظة وصوله بأنها "واحدة من أسعد لحظات حياته.
بينما كان أريغوني يتطوع للوقوف كدرع بشري لصياد فلسطيني في سواحل غزة في سبتمبر 2008، أصيب أريغوني بزجاج متطاير جراء استخدام البحرية الإسرائيلية المدافع المائية لإعاقة سفينة الصياد. وفي نوفمبر، تم اعتقاله من قبل السلطات الإسرائيلية لتصرفه كدرع بشري لصياد فلسطيني مرة أخرى في سواحل غزة. وتم ترحيله، لكنه أصر على العودة إلى غزة مرة أخرى
عاد أريغوني إلى غزة قبل اعتداء الجيش الإسرائيلي على الأراضي الفلسطينية في عملية الرصاص المصبوب، والتي استمرت من ديسمبر 2008 وحتى يناير 2009. أريغوني أصبح واحدًا من الصحفيين الأجانب الذين يقومون بتغطية أحداث الحرب، فعمل لدى إذاعة بوبوليرالإيطالية، وعمل أيضًا كمراسل صحفي لجريدة ايل مانيفستو الإيطالية. قام أريغوني لاحقًا بنشر كتاب ريستيامو أوماني (بالعربية: غزة، كن إنسانيًا) وهي عبارة عن مجموعة تحقيقات صحفية حول أحداث الحرب على عزة. تم ترجمتها للإنجليزية والأسبانية والألمانية والفرنسية وتضمنت مقدمة كتبها المؤرخ الإسرائيلي إيلان بابي. كان أريغوني يردد عبارة «كن إنسانيًا» كثيرًا في كتاباته وتدويناته.

## آراؤه السياسية
كان أريغوني يناصر وبشدة الفلسطينيين ويرفض وبشدة سياسات إسرائيل على الأراضي الفلسطينية، ووصف أريغوني حصار غزة بالجرم والدناءة، كما وصف إسرائيل بأنها «واحدة من أسوأ أنظمة التمييز العنصري على مستوى العالم». أشاد أريغوني في آخر مقالة كتبها في مدونته (قبل ساعات من اختطافه وقتله) بجهود الفلسطينيين في تهريب الغذاء لغزة عبر الأنفاق واصفًا إياها بـ«معركة خفية من أجل البقاء».

## اختطافه وقتله

### اختطافه وطلبات المختطفين
اُختطِف أريغوني يوم 14 أبريل/نيسان 2011 من قبل مجموعة تطلق على نفسها سرية الصحابي محمد بن مسلمة، وأعلنت ذلك عبر تسجيل فيديو قصير وضعته على موقع يوتيوب، ظهر فيه أريغوني معصوب العينين والدماء تسيل من وجهه، وطالبت المجموعة الحكومة الفلسطينية المُقالة بالإفراج عن معتقلين سلفيين على رأسهم زعيم جماعة التوحيد والجهاد هشام السعيدني الذي اعتقل الشهر السابق بعد أشهر من الملاحقة.

### إعدامه
تم إعدام أريغوني قبل انتهاء المهلة المحددة للحكومة الفلسطينية والتي حددها الخاطفون بـ«30 ساعة». عثرت الأجهزة الأمنية على جثة أريغوني في منزل مهجور شمال قطاع غزة. وتم نقل جثة أريغوني إلى إيطاليا عبر معبر رفح مرورًا بالأراضي المصرية. وأظهر تقرير الطب الشرعي في روما أن أريغوني مات «مشنوقا» وأنه «لا آثار للضرب على الجثة».
نفت جماعة التوحيد والجهاد أي علاقة لها بقتل الصحفي الإيطالي فيتوريو أريغوني. لكن ما أثار الجدل هو أن الجماعة في الوقت نفسه أظهرت نوع من التبرير لعملية القتل بتصريحها التي قالت فيه: «الحادثة هي نتاج طبيعي للسياسة القمعية التي تنتهجها حماس وحكومتها ضد السلفيين، ولطالما حذرنا حماس من التمادي في الظلم ضد التيار السلفي إرضاء للمجتمع الدولي».
أمر رئيس وزراء الحكومة الفلسطينية المقالة إسماعيل هنية بمواصلة التحقيق في ملابسات الجريمة. وقام هنية بالاتصال شخصيًا بوالدة فيتوريو وأرسل لها تعازيه.
برحيل فيتوريو أريغوني أصبح أول متضامن أجنبي يقتل في غزة بعد تولي حماس للسلطة وثالث متضامن أجنبي يقتل في غزة بشكل عام.
أفرجت حكومة «حماس» عن أمير الجماعة المتهمة بقتل فيتوريو بعد عام ونصف من الاعتقال، والذي كان معتقلًا وقت حدوث العملية ولم يثبت تورطه بها.

لاحقت حكومة «حماس» المجموعة الخاطفة، حتى اشتبكت معها في بيت في مخيم النصيرات وسط قطاع غزة، وقتل اثنان من أفرادها في الاشتباك بينهما زعيم المجموعة أردني الجنسية «عبد الرحمن البريزات» واعتقل ثالث، وحوكم فيما بعد.